# Planchonella leptostylidifolia
Planchonella leptostylidifolia là một loài thực vật có hoa trong họ Hồng xiêm. Loài này được Guillaumin miêu tả khoa học đầu tiên năm 1944.